# FC Uralan Elista
F.C. Uralan Elista fue un club que tomó su nombre de la ciudad de donde era Elistá, Kalmukia, Rusia. Después del partido 19° del torneo fue excluido por su disolución. Se identificaba con los colores Azul y Amarillo.  

## Historia
El Fútbol Club Uralan Elista fue fundado en 1958 como un equipo constructivo y de confianza. Uralan significa "Adelante" -de avanzar y progresar- en Kalmyk. El club ha ganado el Campeonato de Kalmyk y la Copa cada año hasta 1965. En 1966 fueron admitidos en la "Clase B" de la Liga Soviética, el equipo jugó en la misma división (renombrada Segunda División Soviética desde 1971) hasta 1991. Su mejor resultado fue un segundo puesto en 1991. Uralan jugó en la Segunda División de Rusia desde 1992. Ganaron el torneo en 1997 y fueron promovidos a la Primera División Rusa. Su mejor resultado fue un séptimo puesto en 1998. Uralan fue relegado después de terminar último en 2000, pero ganó la promoción de nuevo en el año 2001. Pasaron dos temporadas más en el nivel superior antes de ser relegado en 2003. En la temporada 2004 el club tuvo problemas financieros. Los salarios de los jugadores no fueron pagados durante al menos seis meses, esto llevó a muchos de ellos dejar el Uralan. El club fue capaz de alinear solo diez jugadores para un partido de Liga el 7 de julio de 2004 (incluyendo dos porteros, uno de los cuales jugaron como delantero) y solo nueve jugadores el 24 de julio. 
Finalmente, entró en quiebra, y debido a sus deudas desaparece más tarde en 2004.
El 22 de marzo de 2005 se refundó aunque no tuvo éxito y desapareció en 2006.
Kirsán Iliumzhínov fue Presidente Honorario del club. 

## Reservas
Tuvo un club de reserva llamado F.C. Uralan-d Elista que disputó la Liga III desde 1994 a 1996.

## Jugadores destacados
- Ígor V. Chugáinov  Unión Soviética

- Aleksandr Filimonov  Unión Soviética

- Alexey G. Smertin  Unión Soviética